# فرانسيسكا غوزمان
فرانسيسكا غوزمان (بالإسبانية: Francisca Guzmán) هي منافسة ألعاب القوى تشيلية، ولدت في 21 يونيو 1981.

## وصلات خارجية
- فرانسيسكا غوزمان على موقع الاتحاد الدولي لألعاب القوى (الإنجليزية)